# Ramaskri
Ramaskri är i modernt språk ett utrop av upprördhet. Ordet kommer från Bibeln, där Rama är en ort utanför Jerusalem, och är i sitt bibliska sammanhang snarare ett utrop av förtvivlan. 
Citatet lyder så här: Rop hörs i Rama, gråt och högljudd klagan: Rakel begråter sina barn, hon låter inte trösta sig, ty de finns inte mer. Det kommer ursprungligen från Jeremias bok, närmare bestämt Jeremia 31:15, där det handlar om klagoropen när tio av Israels tolv stammar fördes bort från sitt land av assyrierna och försvinner ur historien. Rakel var stammoder till två av Israels stammar (Josef och Benjamin) och fick representera det sörjande folket. Senare låter evangelisten Matteus detta citat syfta på barnamorden som kung Herodes beordrade i Betlehem med omnejd (Matteus 2:18), och därifrån har vi fått uttrycket "ramaskri" i svenskan.